# Eric Hegg
Eric Hegg, ursprungligen Jonsson, född den 18 september 1867 i byn Häggestad i Bollnäs socken, död den 13 december 1947 i San Diego, var en svenskamerikansk fotograf.
Eric Hegg var ett av sex barn till Jon Persson och hans hustru Brita Ersdotter, vilka utvandrade 1881 från Sverige till USA. Här antog de efternamnet Hegg efter hembyn Häggesta. Hegg blev berömd för sina fotografier av guldrushen i Klondike och Alaska mellan 1897 och 1901. Bilden av "The golden stairs" i Chilkootpasset är ett av hans mest välkända foton. University of Washington i Seattle har en stor samling fotografier av Hegg.

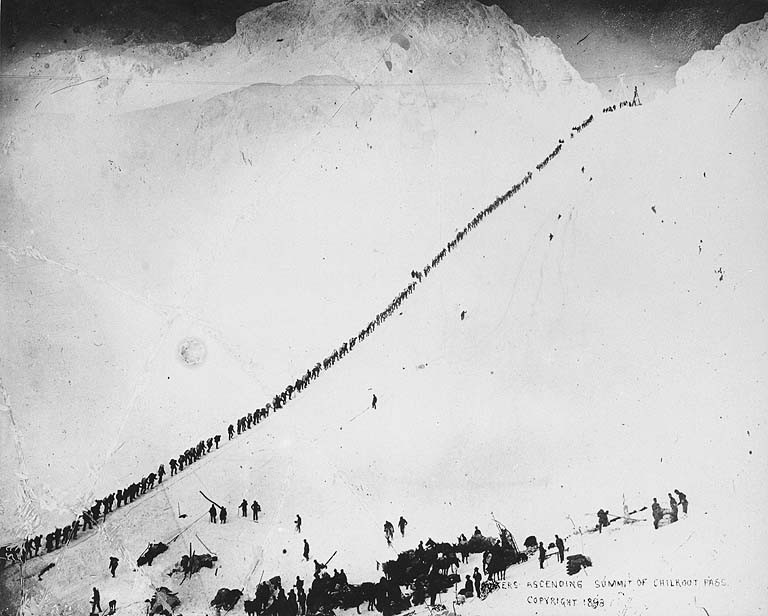
Heggs berömda bild från Chilkoot-passet år 1898.
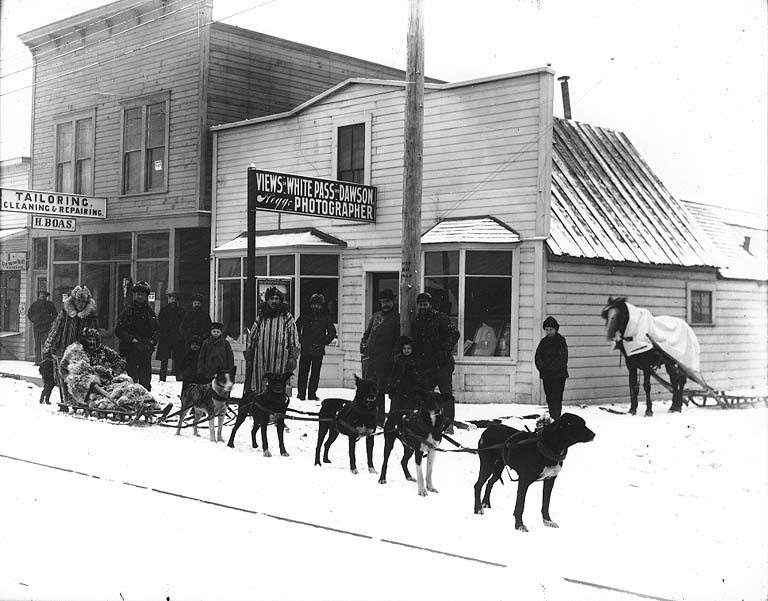
Ett hundspann framför Heggs fotostudio, Skagway, Alaska, ca 1898.
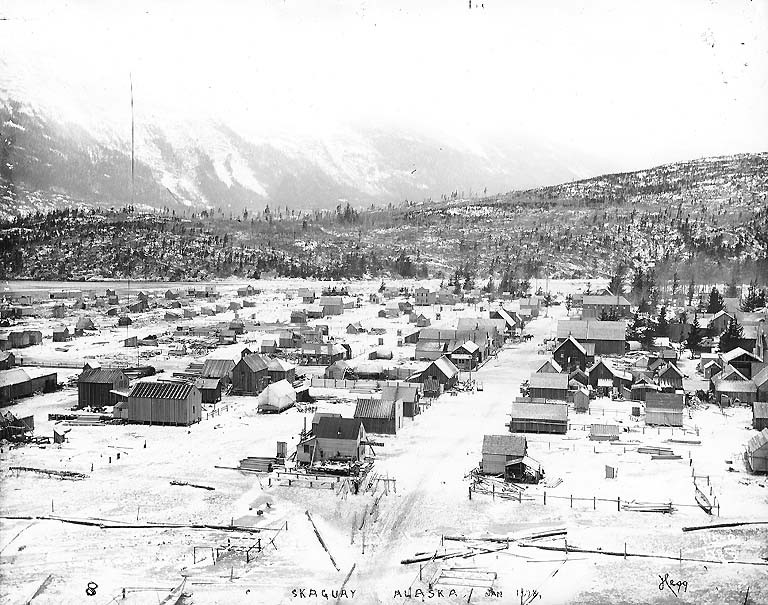
Skagway Alaska januari 1898.